# Сарамбаєво
Сарамба́єво (рос. Сарамбаево, марій. Маръясола) — присілок у складі Гірськомарійського району Марій Ел, Росія. Входить до складу Червоноволзького сільського поселення.

## Населення
Населення — 95 осіб (2010; 116 у 2002).
Національний склад (станом на 2002 рік):
- марі — 94 %